# KI-RA-ME-I-TE
「KI-RA-ME-I-TE」（きらめいて）は、1998年12月2日に発売された甲斐よしひろの15thシングル。

## 概要
小室哲哉プロデュース第三弾で、甲斐よしひろのシングルとして最後の8cmCDシングルとなった。
表題曲は、フジテレビ『ラ＊ドルヤ』タイアップ曲に使用された。
2曲ともに、アルバム未収録となっている。

## 制作
1998年1月に作られたデモテープのメロディがあまり直されず採用された。
最初のミックスは、試しにレコーディングしたものが全て入っている内容だったが、バランスを取るためそこから音数を更に抜いていった。バック・トラックは音数をかなり少なくして、音の隙間を楽しみ、聞き手が漂えるような音作りをしている。

## ミュージック・ビデオ
MVの舞台は閉鎖された刑務所を借りて、甲斐は逆立った金髪で出演した。

## 収録曲
- 全作詞：甲斐よしひろ、作曲・編曲：小室哲哉

1. KI-RA-ME-I-TE
2. KI-RA-ME-I-TE 〜Aura MIX〜
Mix & Remix by Eddie Delena
Additional Production by Gary Adante & Rob Arbittier for Noisy Neighbors Productions
  - 王道のアダルト・コンテンポラリー・ミュージックを志向した[2]。
3. KI-RA-ME-I-TE　〜Instrumental〜